# James Brown (cầu thủ bóng đá, sinh 1868)
James Brown (1868 – 1934) là một cầu thủ bóng đá người Anh thi đấu ở Football League cho Aston Villa.